# De postkoets (Jerom)
De postkoets is een  stripverhaal uit de reeks van Jerom.

## Locaties
Dit verhaal speelt zich af op de volgende locaties:
- kasteel van Morotari, laboratorium van professor Barabas, prairie, Red Moon City, bureau van de sheriff, saloon, bank, Oilwell, gevangenis, hotel, Indianenkamp

## Personages
In dit verhaal spelen de volgende personages mee:
- Jerom, tante Sidonia, Odilon, professor Barabas,  koerier van de pony-expressdienst, sheriff van Red Moon City, gasten van de saloon, bende van Danny de Kit, mister Banks (bankdirecteur), Jimmy, sheriff van Oilwell, dorpelingen, Indianen, opperhoofd, lid van Morotari

## Het verhaal
Odilon speelt cowboy in het kasteel van Morotari, Jerom is een Indiaan. Professor Barabas heeft hulp nodig bij het nakijken van de teletijdmachine en Odilon wordt per ongeluk naar 1850 geflitst. Terugflitsen lukt niet en daarom laat Jerom zich ook naar het verleden flitsen. Odilon en Jerom zijn op een prairie en zien een koerier van de pony-expresdienst met een boodschap voor sheriff van Red Moon City. Het paard valt neer en Jerom biedt aan om te helpen. Hij brengt de brief naar de sheriff en die leest dat er mensen worden gevraagd het geldtransport die de lonen voor de arbeiders van Oilwell vervoert te begeleiden. De bende van Danny de Kit wil het geld roven. Jerom biedt aan te helpen en wordt voorgesteld aan mister Banks.
Odilon komt ook in het stadje aan en samen met Jerom brengt hij de geldzakken naar de postkoets. Ze vertrekken en worden bij een kloof overvallen door de bende van Billy de Kit. Jerom vervangt de paarden als ze in moeilijkheden geraken en komt met de postkoets in Oilwell aan. Eén van de bandieten wordt in de gevangenis opgesloten en Jerom en Odilon worden als helden ontvangen. Ze krijgen een heerlijk avondmaal en overnachten in het hotel. Odilon ziet dan hoe de bende Danny de Kit kan bevrijden en hij gaat samen met Jerom en een groep vrijwilligers achter de bende aan. De bende zet het gras in brand en de vrijwilligers vluchten terug.
Jerom ziet een Indiaanse familie die in gevaar is door het vuur en redt hen door het vuur uit te blazen. De familie is erg dankbaar en nodigt Jerom en Odilon uit om naar hun kamp te komen. De Indianen hebben de bende van Danny de Kit gevangengenomen en ze zijn vastgebonden aan een totempaal. Het Het opperhoofd wordt op de hoogte gebracht en Jerom en Odilon roken de vredespijp. Jerom zorgt voor enorm veel rook en hij neemt de gevangenen mee, zodat ze niet ter dood gebracht zullen worden door de Indianen. 
Ze gaan terug naar Oilwell en daar worden de bendeleden opgesloten in de gevangenis. Jerom en Odilon worden gehuldigd en Jerom mag een boom platen als aandenken. Odilon schept in de grond en er wordt een nieuwe oliebron aangeboord. De opbrengst van de bron komt Jerom en Odilon toe en die geven het weg om een school te bouwen. Professor Barabas heeft de teletijdmachine gerepareerd en flitst Jerom en Odilon terug. Ze hebben vieze schoenen en tante Sidonia laat hen dan de vloer schrobben in het kasteel.